# 不協和音 (欅坂46の曲)
「不協和音」（ふきょうわおん）は、日本の女性アイドルグループ欅坂46の楽曲。秋元康が作詞、バグベアが作曲した。2017年4月5日に欅坂46の4枚目のシングルとしてSony Recordsから発売された。楽曲のセンターポジションは平手友梨奈が務めた。

## 背景とリリース
DVD付属のType-A・B・C・D、CDのみの通常盤の5形態で発売。発売日は2017年2月14日に欅坂46公式サイトで告知、選抜メンバーおよびセンターポジションは2017年2月27日（26日深夜）放送の欅坂46の冠番組『欅って、書けない?』で発表、タイトルは2017年3月11日に欅坂46公式サイトで発表された。不協和音は「同時に響く二つ以上の音が、協和融合しない状態にある和音」という意味を持ち、漢字のみのシングルタイトルは乃木坂46を含む坂道シリーズにおいて初の出来事だった。「不協和音」は発売に先駆け、2017年3月18日に『欅坂46 こちら有楽町星空放送局』でラジオ初放送。

## 音楽性と歌詞
歌詞は「軍門に下るのか」「君はYesと言うのか」など複数の人物が議論を交わしているような仕上がりになっており、「僕は嫌だ」という特徴的な台詞が登場する。作曲したバグベアは「僕は嫌だ」の部分について、「言葉は「僕は嫌だ!」では無かったですけど、作曲段階でもちろん入れていました。ラジオでもそこが決め手となったと秋元先生が仰ってくれていて、固定概念にとらわれず、叫びを入れて良かったと思っております」と語っている。
元立憲民主党代表の枝野幸男は、「反骨的な内容がいい」と評価している。

## プロモーション
プロモーションとして、2017年4月4日から1週間、全7種のポスターが東京都渋谷区の計14か所に掲示された。ポスターには、スマートフォンをかざすと埋め込まれた画像データから欅坂46の4thシングル「不協和音」のサビ部分のパフォーマンス、メンバーのコメントなどの動画を視聴できるCOCOAR2（ココアル）のAR（拡張現実）技術が採用された。
タワーレコードでは、購入者抽選10名にゆいちゃんず（小林由依・今泉佑唯）の直筆サイン入り撮り下ろしポスターがプレゼントされた。

## アートワーク
| Type-A 表 | 平手友梨奈 |
| Type-A 裏 | 今泉佑唯・鈴本美愉・土生瑞穂                                                                                               |
| Type-B 表 | 上村莉菜・織田奈那・菅井友香・長沢菜々香・長濱ねる・平手友梨奈・米谷奈々未                                                 |
| Type-B 裏 | 石森虹花・上村莉菜・長沢菜々香・守屋茜・渡辺梨加                                                                           |
| Type-C 表 | 今泉佑唯・小林由依・志田愛佳・鈴本美愉・守屋茜・渡辺梨加・渡邉理佐                                                         |
| Type-C 裏 | 尾関梨香・菅井友香・長濱ねる・原田葵・平手友梨奈                                                                           |
| Type-D 表 | 井口眞緒・柿崎芽実・加藤史帆・影山優佳・齊藤京子・佐々木美玲・佐々木久美・潮紗理菜・高瀬愛奈・高本彩花・長濱ねる・東村芽依 |
| Type-D 裏 | 織田奈那・小林由依・齋藤冬優花・渡邉理佐                                                                                   |
| 通常盤 表 | 石森虹花・尾関梨香・小池美波・齋藤冬優花・佐藤詩織・土生瑞穂・原田葵                                                       |
| 通常盤 裏 | 小池美波・佐藤詩織・志田愛佳・米谷奈々未                                                                                   |

ジャケット写真には、けやき坂46のメンバーも参加している。

## チャート成績
本作は2017年4月4日付のオリコンデイリーCDシングルランキングで推定売上45万6518枚、2017年4月17日付のオリコン週間CDシングルランキングで推定売上63万2667枚を記録し、それぞれ1位を獲得した。オリコン週間CDシングルランキングにおける1位獲得数は1stシングル「サイレントマジョリティー」から4作連続で通算4作目、デビュー1年以内で4作目のシングル1位獲得は女性アーティスト史上初である。その後、2017年3月度のオリコン月間CDシングルランキングで推定売上63万2667枚を記録し、月間3位を獲得。
Billboard JAPANによれば、2017年4月3日から4月5日までの3日間で推定売上57万4720枚に到達、その後も売上を7万4720枚伸ばし、2017年4月17日付のBillboard Japan Top Singles Salesで推定売上65万3032枚、2017年4月17日付のBillboard Japan Hot 100で総合ポイント40,595を記録し、それぞれ1位を獲得した。1週目はルックアップ、ダウンロード、Twitterで1位、2週目はダウンロードで4位、Twitterで1位、動画再生で3位を獲得した。
2017年5月10日には、75万枚以上の出荷枚数を達成し、日本レコード協会からトリプル・プラチナ作品としてゴールドディスク認定された。欅坂46にとって初のトリプル・プラチナ作品となった。
スペースシャワーTVのSUPER HITS PERFECT RANKING 50では2017年4月8日放送分で1位を獲得。

## ミュージック・ビデオ

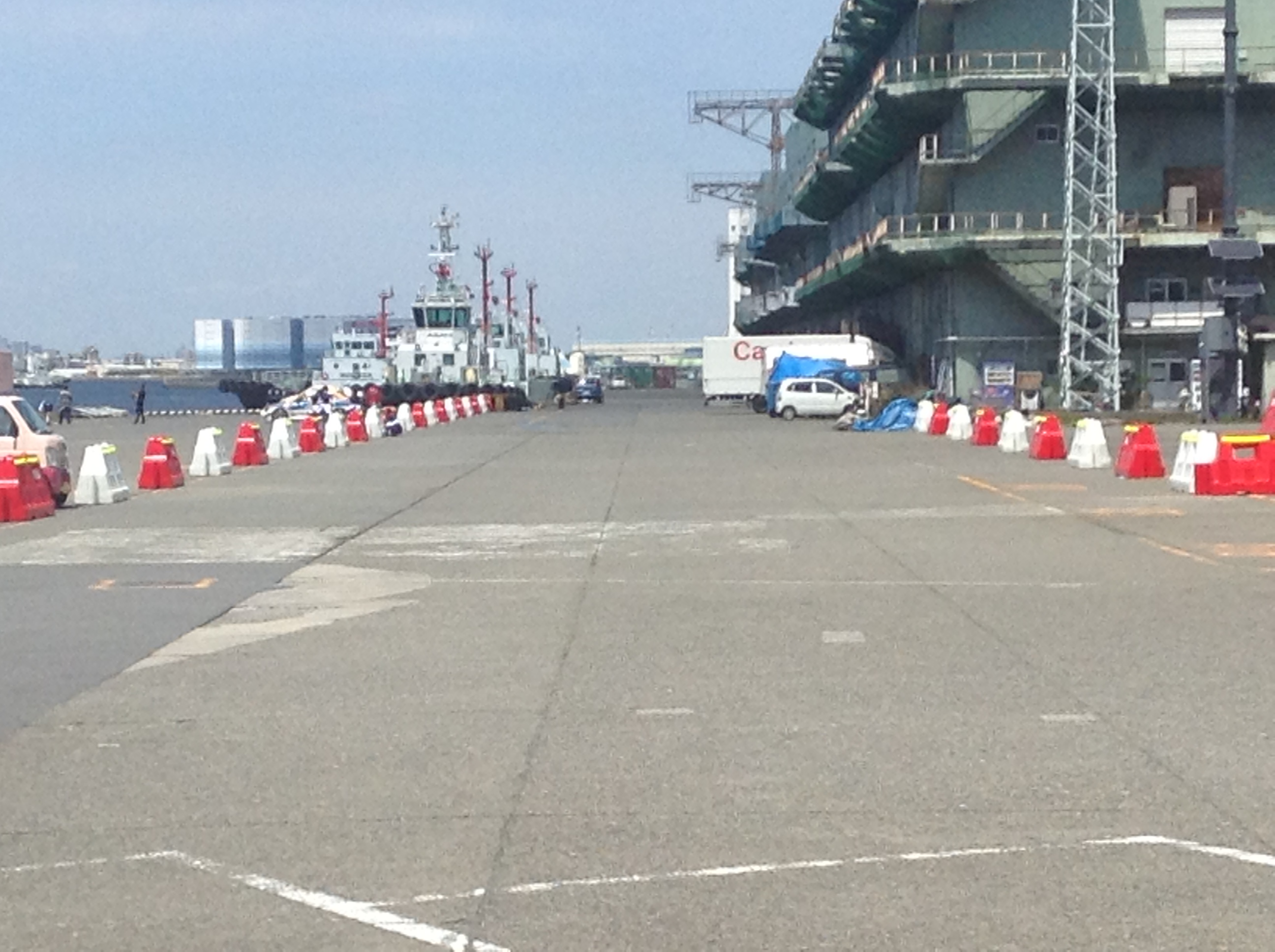
山下埠頭（撮影地）

不協和音
監督：新宮良平

表題曲「不協和音」のミュージック・ビデオは、神奈川県横浜市中区山下町の山下公園地先の山下埠頭で撮影された。「激しいダンスとメンバーそれぞれの強い眼差しが印象的な映像」、「デビュー曲「サイレントマジョリティー」を彷彿とさせる強い意志を感じさせる楽曲」と評されている。ダンスシーンでは「不協和音」感を表すために細かな制約を払拭し、センター・平手友梨奈と対峙したり、撃たれるような振付が登場する。振付はTAKAHIRO（上野隆博）が担当した。YouTubeでの再生回数は、2023年12月12日現在で9400万回に到達した。
W-KEYAKIZAKAの詩
割れたスマホ
監督：橋本侑次朗
青空とMARRY「割れたスマホ」のミュージック・ビデオは、前作「青空が違う」から恋愛や人生経験を重ねた女の子が主人公。衣装はセーラー服、昭和チックな世界を演出。振付はTAKAHIROが担当した。
エキセントリック

## シングル収録トラック

### Type-A
| #         | タイトル                                              | 作詞      | 作曲                     | 編曲      | 時間  |
| --------- | ----------------------------------------------------- | --------- | ------------------------ | --------- | ----- |
| 1.        | 「不協和音」                                          | 秋元康    | バグベア                 | バグベア  | 4:09  |
| 2.        | 「W-KEYAKIZAKAの詩」                                  | 秋元康    | 前迫潤哉、Yasutaka.Ishio | 佐々木裕  | 5:08  |
| 3.        | 「微笑みが悲しい」(てち&ねる（平手友梨奈、長濱ねる）) | 秋元康    | フジノタカフミ           | 若田部誠  | 4:55  |
| 4.        | 「不協和音 off vocal ver.」                           |           | バグベア                 | バグベア  | 4:09  |
| 5.        | 「W-KEYAKIZAKAの詩 off vocal ver.」                   |           | 前迫潤哉、Yasutaka.Ishio | 佐々木裕  | 5:08  |
| 6.        | 「微笑みが悲しい off vocal ver.」                     |           | フジノタカフミ           | 若田部誠  | 4:54  |
| 合計時間: | 合計時間:                                             | 合計時間: | 合計時間:                | 合計時間: | 28:23 |

| #         | タイトル                         | 作詞      | 作曲・編曲 | 監督                 | 時間 |
| --------- | -------------------------------- | --------- | ---------- | -------------------- | ---- |
| 1.        | 「不協和音 Music Video」         |           |            | 新宮良平             | 4:34 |
| 2.        | 「W-KEYAKIZAKAの詩 Music Video」 |           |            | 池田一真             | 5:25 |
| 3.        | 「石森虹花」                     |           |            | 中村知恵             | 7:11 |
| 4.        | 「上村莉菜」                     |           |            | 藤枝憲、須藤中也     | 5:01 |
| 5.        | 「小林由依」                     |           |            | 森田亮               | 8:57 |
| 6.        | 「原田葵」                       |           |            | 西堀真澄             | 8:11 |
| 7.        | 「長濱ねる」                     |           |            | 上田真紀子、石川夕紀 | 5:10 |
| 8.        | 「柿崎芽実・佐々木美玲」         |           |            | 加藤マニ             | 3:45 |
| 9.        | 「高瀬愛奈・東村芽依」           |           |            | 杉山弘樹             | 8:16 |
| 合計時間: | 合計時間:                        | 合計時間: | 56:30      |                      |      |

### Type-B
| #         | タイトル                                             | 作詞      | 作曲                     | 編曲           | 時間  |
| --------- | ---------------------------------------------------- | --------- | ------------------------ | -------------- | ----- |
| 1.        | 「不協和音」                                         | 秋元康    | バグベア                 | バグベア       | 4:09  |
| 2.        | 「W-KEYAKIZAKAの詩」                                 | 秋元康    | 前迫潤哉、Yasutaka.Ishio | 佐々木裕       | 5:08  |
| 3.        | 「チューニング」(ゆいちゃんず（今泉佑唯、小林由依）) | 秋元康    | 渡邉沙志                 | 野中"まさ"雄一 | 4:32  |
| 4.        | 「不協和音 off vocal ver.」                          |           | バグベア                 | バグベア       | 4:09  |
| 5.        | 「W-KEYAKIZAKAの詩 off vocal ver.」                  |           | 前迫潤哉、Yasutaka.Ishio | 佐々木裕       | 5:08  |
| 6.        | 「チューニング off vocal ver.」                      |           | 渡邉沙志                 | 野中"まさ"雄一 | 4:30  |
| 合計時間: | 合計時間:                                            | 合計時間: | 合計時間:                | 合計時間:      | 27:36 |

| #         | タイトル                     | 作詞      | 作曲・編曲 | 監督               | 時間 |
| --------- | ---------------------------- | --------- | ---------- | ------------------ | ---- |
| 1.        | 「不協和音 Music Video」     |           |            | 新宮良平           | 4:34 |
| 2.        | 「チューニング Music Video」 |           |            | 福居英晃           | 4:47 |
| 3.        | 「今泉佑唯」                 |           |            | 加藤慶吾、小向英孝 | 6:43 |
| 4.        | 「尾関梨香」                 |           |            | 田村啓介           | 8:57 |
| 5.        | 「齋藤冬優花」               |           |            | 曽根隼人           | 7:07 |
| 6.        | 「守屋茜」                   |           |            | 森田亮             | 8:11 |
| 7.        | 「渡辺梨加」                 |           |            | 谷健二             | 8:10 |
| 8.        | 「齊藤京子・高本彩花」       |           |            | タナカシンゴ       | 9:08 |
| 合計時間: | 合計時間:                    | 合計時間: | 57:37      |                    |      |

### Type-C
| #         | タイトル                                                                      | 作詞      | 作曲                     | 編曲      | 時間  |
| --------- | ----------------------------------------------------------------------------- | --------- | ------------------------ | --------- | ----- |
| 1.        | 「不協和音」                                                                  | 秋元康    | バグベア                 | バグベア  | 4:09  |
| 2.        | 「W-KEYAKIZAKAの詩」                                                          | 秋元康    | 前迫潤哉、Yasutaka.Ishio | 佐々木裕  | 5:08  |
| 3.        | 「割れたスマホ」(青空とMARRY（志田愛佳、菅井友香、守屋茜、渡辺梨加、渡邉理佐) | 秋元康    | GRAVITY                  | GRAVITY   | 4:06  |
| 4.        | 「不協和音 off vocal ver.」                                                   |           | バグベア                 | バグベア  | 4:09  |
| 5.        | 「W-KEYAKIZAKAの詩 off vocal ver.」                                           |           | 前迫潤哉、Yasutaka.Ishio | 佐々木裕  | 5:08  |
| 6.        | 「割れたスマホ off vocal ver.」                                               |           | GRAVITY                  | GRAVITY   | 4:05  |
| 合計時間: | 合計時間:                                                                     | 合計時間: | 合計時間:                | 合計時間: | 26:45 |

| #         | タイトル                           | 作詞      | 作曲・編曲 | 監督       | 時間 |
| --------- | ---------------------------------- | --------- | ---------- | ---------- | ---- |
| 1.        | 「不協和音 Music Video」           |           |            | 新宮良平   | 4:34 |
| 2.        | 「割れたスマホ Music Video」       |           |            | 橋本侑次朗 | 4:25 |
| 3.        | 「小池美波」                       |           |            | 大畑貴耶   | 7:59 |
| 4.        | 「佐藤詩織」                       |           |            | 大金康平   | 7:10 |
| 5.        | 「志田愛佳」                       |           |            | 月田茂     | 5:04 |
| 6.        | 「土生瑞穂」                       |           |            | 松田広輝   | 6:14 |
| 7.        | 「渡邉理佐」                       |           |            | 脇坂侑希   | 7:42 |
| 8.        | 「潮紗理菜・加藤史帆・佐々木久美」 |           |            | 森岡千織   | 4:18 |
| 合計時間: | 合計時間:                          | 合計時間: | 47:26      |            |      |

### Type-D
| #         | タイトル                                  | 作詞      | 作曲                     | 編曲      | 時間  |
| --------- | ----------------------------------------- | --------- | ------------------------ | --------- | ----- |
| 1.        | 「不協和音」                              | 秋元康    | バグベア                 | バグベア  | 4:09  |
| 2.        | 「W-KEYAKIZAKAの詩」                      | 秋元康    | 前迫潤哉、Yasutaka.Ishio | 佐々木裕  | 5:08  |
| 3.        | 「僕たちは付き合っている」(けやき坂46)    | 秋元康    | Yo-Hey                   | Yo-Hey    | 4:38  |
| 4.        | 「不協和音 off vocal ver.」               |           | バグベア                 | バグベア  | 4:09  |
| 5.        | 「W-KEYAKIZAKAの詩 off vocal ver.」       |           | 前迫潤哉、Yasutaka.Ishio | 佐々木裕  | 5:08  |
| 6.        | 「僕たちは付き合っている off vocal ver.」 |           | Yo-Hey                   | Yo-Hey    | 4:37  |
| 合計時間: | 合計時間:                                 | 合計時間: | 合計時間:                | 合計時間: | 27:49 |

| #         | タイトル                               | 作詞      | 作曲・編曲 | 監督       | 時間 |
| --------- | -------------------------------------- | --------- | ---------- | ---------- | ---- |
| 1.        | 「不協和音 Music Video」               |           |            | 新宮良平   | 4:34 |
| 2.        | 「僕たちは付き合っている Music Video」 |           |            | 森田亮     | 6:37 |
| 3.        | 「織田奈那」                           |           |            | 松本壮史   | 4:46 |
| 4.        | 「菅井友香」                           |           |            | 柴田啓佑   | 8:11 |
| 5.        | 「鈴本美愉」                           |           |            | 立岡未来   | 6:13 |
| 6.        | 「長沢菜々香」                         |           |            | 田村啓介   | 3:36 |
| 7.        | 「平手友梨奈」                         |           |            | 大久保拓朗 | 8:11 |
| 8.        | 「米谷奈々未」                         |           |            | 田平衛史   | 7:51 |
| 9.        | 「井口眞緒・影山優佳」                 |           |            | こだかさり | 4:57 |
| 合計時間: | 合計時間:                              | 合計時間: | 54:56      |            |      |

### 通常盤
| #         | タイトル                            | 作詞      | 作曲                     | 編曲      | 時間  |
| --------- | ----------------------------------- | --------- | ------------------------ | --------- | ----- |
| 1.        | 「不協和音」                        | 秋元康    | バグベア                 | バグベア  | 4:09  |
| 2.        | 「W-KEYAKIZAKAの詩」                | 秋元康    | 前迫潤哉、Yasutaka.Ishio | 佐々木裕  | 5:08  |
| 3.        | 「エキセントリック」                | 秋元康    | ナスカ                   | the Third | 4:33  |
| 4.        | 「不協和音 off vocal ver.」         |           | バグベア                 | バグベア  | 4:09  |
| 5.        | 「W-KEYAKIZAKAの詩 off vocal ver.」 |           | 前迫潤哉、Yasutaka.Ishio | 佐々木裕  | 5:08  |
| 6.        | 「エキセントリック off vocal ver.」 |           | ナスカ                   | the Third | 4:31  |
| 合計時間: | 合計時間:                           | 合計時間: | 合計時間:                | 合計時間: | 27:38 |

## 選抜メンバー

### 不協和音
（センター：平手友梨奈）
- 3列目：土生瑞穂、石森虹花、尾関梨香、原田葵、齋藤冬優花、小池美波、佐藤詩織[10]
- 2列目：鈴本美愉、今泉佑唯、渡辺梨加、守屋茜、渡邉理佐、小林由依、志田愛佳[10]
- 1列目：長沢菜々香、上村莉菜、長濱ねる、平手友梨奈、菅井友香、織田奈那、米谷奈々未[10]

選抜メンバーは2ndシングル「世界には愛しかない」以降3作品連続となる21人。フォーメーションは前作同様、7・7・7で構成されている。センターは平手友梨奈で、デビューシングル「サイレントマジョリティー」以降4作品連続となる単独センターを務める。

### W-KEYAKIZAKAの詩
- 石森虹花、今泉佑唯、上村莉菜、尾関梨香、織田奈那、小池美波、小林由依、齋藤冬優花、佐藤詩織、志田愛佳、菅井友香、鈴本美愉、長沢菜々香、土生瑞穂、原田葵、平手友梨奈、守屋茜、米谷奈々未、渡辺梨加、渡邉理佐、井口眞緒、潮紗理菜、柿崎芽実、影山優佳、加藤史帆、齊藤京子、佐々木久美、佐々木美玲、高瀬愛奈、高本彩花、長濱ねる、東村芽依[43]

### 微笑みが悲しい
（ユニット：てち&ねる)
- 平手友梨奈、長濱ねる[43]

### チューニング
（ユニット：ゆいちゃんず）
- 今泉佑唯、小林由依[43]

### 割れたスマホ
（ユニット：青空とMARRY）
- 志田愛佳、菅井友香、守屋茜、渡辺梨加、渡邉理佐[43]

### 僕たちは付き合っている
- 井口眞緒、潮紗理菜、柿崎芽実、加藤史帆、齊藤京子、佐々木久美、佐々木美玲、高瀬愛奈、高本彩花、長濱ねる、東村芽依、影山優佳[43]

### エキセントリック
- 石森虹花、今泉佑唯、上村莉菜、尾関梨香、織田奈那、小池美波、小林由依、齋藤冬優花、佐藤詩織、志田愛佳、菅井友香、鈴本美愉、長沢菜々香、土生瑞穂、原田葵、平手友梨奈、守屋茜、米谷奈々未、渡辺梨加、渡邉理佐、長濱ねる[43]